# Olli Jänne
Olli Antero Jänne, född 11 mars 1946 i Kotka, är en finländsk läkare, bror till tillika läkaren Juhani Jänne.
Jänne blev medicine och kirurgie doktor 1971. Han utnämndes 1990 till professor i fysiologi vid Helsingfors universitet och 2001 till chef för institutionskonglomeratet Biomedicum. Hans forskning har gällt bland annat hormonernas inverkan på genexpressionen.
År 1986 erhöll han Matti Äyräpää-priset. År 1992 utnämndes han till ledamot av Finska Vetenskapsakademien.